# Баба Си
Баба́ Си (фр. Baba Sy; 1935, деревня Донайе, департамент Подор, регион Сен-Луи ― 20 августа 1978, близ Дакара, Сенегал) ― сенегальский спортсмен (международные шашки), международный гроссмейстер по стоклеточным шашкам (1960), первый африканец, удостоенный этого звания. Один из сильнейших шашистов XX века.

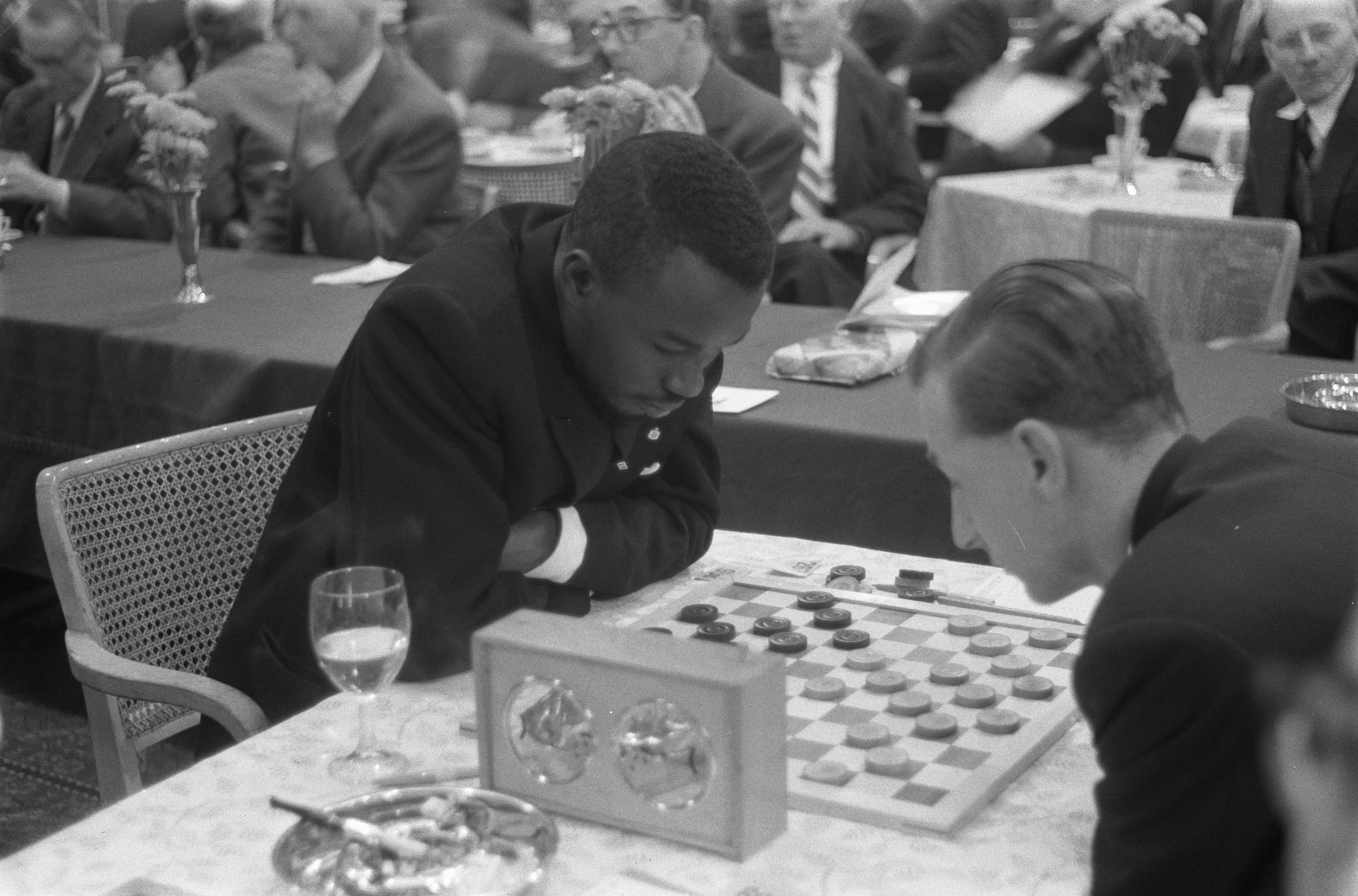
Чемпионат мира, Амстердам, 1960. Баба Си против Гуго Ферпоста

## Биография
Баба Си получил известность в 1959 году, когда одержал сенсационную победу на чемпионате Франции (Сенегал входил в состав её владений), на который был рекомендован французским шашистом Эмилем Бисконом. Уже на следующий год он занял второе место на чемпионате мира в Нидерландах вслед за советским спортсменом Вячеславом Щёголевым. В течение последующих лет Си завоевал множество призовых мест на крупнейших шашечных турнирах, и в 1963 году как победитель турнира претендентов на звание чемпиона мира 1962 года должен был участвовать в матче на первенство мира в Москве против Исера Купермана, однако Баба Си на соревнование не приехал, матч был сорван, а Куперман ― объявлен победителем без игры. По одной из версий, это было намеренно сделано Спорткомитетом СССР, чиновники которого опасались возможного проигрыша Купермана.
Также победил на крупных международных турнирах в Амстердаме и Ялте (1961), «Бринта-турнирах» в Хогезанде (1962 и 1963/1964), Гааге (1965). Последним успехом Баба Си в борьбе за первенство мира было третье место на чемпионате 1964 года, после чего высоких позиций в этих соревнованиях он не занимал, что не мешало ему, тем не менее, успешно выступать в обычных турнирах, где он нередко обыгрывал крупнейших шашистов (в том числе и Купермана).
Баба Си погиб в автокатастрофе в 1978 году. В 1986 году по результатам расследования Всемирная федерация шашек возложила вину за срыв соревнования между Си и Куперманом на советскую сторону, и сенегалец был посмертно объявлен чемпионом мира за 1963 год, при этом Куперман титула лишён не был.